# Franco Columbu
Franco Columbu (Ollolai, Sardenha, 7 de agosto de 1941 — San Teodoro, 30 de agosto de 2019) foi um fisiculturista e ator italiano.
Franco Columbu deu seus primeiros passos na carreira esportiva como boxeador. Apesar de contrapor sua família, conquistou seu apoio e orgulho com os vindouros títulos e prêmios. Franco teve sua carreira alavancada pela amizade com Arnold Schwarzenegger , (que conheceu em Munique, em 1965) com o qual formaria uma parceria de treinos por anos.
Apesar de ter conquistado títulos significativos na Europa, Franco atingiu o auge de sua carreira nos Estados Unidos. Sua mudança para a América se deu em 1969, acompanhando o Schwarzenegger. Ocorreu uma mudança brusca em sua carreira, quando quebrou sua perna no World's Strongest Man Contest em 1977, um ano após conquistar seu primeiro o Mr. Olympia overall (ele já havia conquistado dois Mr. Olympia lightweight). Mas ele não se resignou com o problema, e após passar por uma reabilitação severa, conquistou novamente o Mr. Olympia overall em 1981, aposentando-se das competições no auge de sua forma física.
Franco Columbu dizia ser o homem mais forte do mundo, apesar de nunca ter conquistado esse título. É necessário considerar que essa proposição foi dita anos antes de se iniciar a competição pelo World's Strongest Man (no qual, como foi citado anteriormente, se lesionou, logo na primeira edição). Dotado de uma força sobre-humana, Franco destacava-se em deadlift, exercício conhecido no Brasil como "levantamento terra". Ostentou recorde no levantamento de peso e exercício de força. É possível ver seu desempenho no filme Pumping Iron, onde ergue uma das extremidades de um carro com relativa facilidade. Sua capacidade pulmonar também era imensa, conseguindo atingir taxas de pressão superiores a 40 libras por polegada. Sua genética e biótipo eram perfeitos para o desenvolvimento da musculatura, apesar de sua baixa estatura atrapalhar na decisão dos juízes nas competições. Há quem diga que sua musculatura era mais proporcional e definida que a de Schwarzenegger em 1974 e 1975 e que sua derrota teria sido causada pelo prestígio e porte de Arnold. 
A amizade com Arnold Schwarzenegger também rendeu a Columbu pontas em alguns de seus filmes, como The Terminator, The Running Man e Conan the Barbarian; além disso, Last Action Hero menciona Columbu como diretor de um filme fictício estrelado por Schwarzenegger.
Franco Columbu sofreu um ataque cardíaco enquanto nadava na costa de San Teodoro (Sardenha), que o levou a se afogar. Ele foi socorrido, mas faleceu enquanto era transportado de helicóptero para o hospital.

## Filmografia
- 1976: Pumping Iron
- 1980: The Hustler of Muscle Beach
- 1982: Conan the Barbarian
- 1984: Getting Physical
- 1984: The Terminator
- 1987: Last Man Standing
- 1987: The Running Man
- 1988: Big Top Pee-Wee
- 1992: Deadly Descent
- 1993: Desperate Crimes
- 1993: Beretta's Island

## Títulos conquistados

### Bodybuilding
- 1966 Mr. Europe, 4th
- 1968 NABBA Mr. Universe (Most Muscular)
- 1969 IFBB Mr. Europe (Medium)
- 1969 NABBA Mr. Universe (Most Muscular)
- 1969 NABBA Mr. Universe (Short)
- 1969 IFBB Mr. Universe (Short)
- 1970 IFBB Mr. Europe (Short & Overall)
- 1970 AAU Mr. World (Pro Short)
- 1970 IFBB Mr. World (Short)
- 1970 IFBB Mr. Universe (Short & Overall)
- 1971 IFBB Mr. Universe (Short & Overall) *Disqualified for selling bodybuilding booklets - considered as a professional*
- 1971 IFBB Mr. World (Short & Overall)
- 1974 Mr. Olympia (Lightweight)
- 1975 Mr. Olympia (Lightweight)
- 1976 Mr. Olympia (Lightweight & Overall)
- 1981 Mr. Olympia

### Powerlifting
- Campeão da Itália
- Campeão da Alemanha
- Campeão da Europa
- Campeão do Mundo

### Recordes empowerlifting
- Agachamento: 655 lb (297 kg)
- Supino: 525 lb (238 kg)
- Levantamento terra: 750 lb (340 kg)

### Recordes emlevantamento de peso
- Olympic press: 325 lb (147 kg)
- Arranque: 270 lb (122 kg)
- Arremesso: 400 lb (181 kg)

### Boxe
- Amateur Boxing Champion